# Herb gminy Dłutów
Herb gminy Dłutów – symbol gminy Dłutów.

## Wygląd i symbolika
Herb przedstawia na tarczy w polu czerwonym trzy korony złote jedna nad dwiema w głowicy błękitnej. Pod nią z prawej dwie kopie w krzyż skośny, złote, na nich takaż trzecia na opak, w słup. Z lewej wąż srebrny, w złotej koronie, ze skręconym ogonem, trzymający w pysku zielone jabłko na takiejż gałązce z dwoma listkami. U podstawy dwa liście dębu w klin zielone, stykające się szypułkami.
Trzy złote korony na niebieskim polu pochodzą z herbu Aaron Kapituły Krakowskiej, która założyła wiele osad i folwarków w okolicy. Tereny gminy wchodziły w skład dóbr Kapituły. Trzy skrzyżowane kopie to godło herbu Jelita, którym pieczętowali się między innymi Kamoccy – budowniczowie dworu w Dłutowie. Wąż to godło herbu Wąż, występującego m.in. w ziemi kaliskiej. Liście dębu odnoszą się do przydomka gminy „Zielona Gmina”.